# Hemirhamphodon kapuasensis
Hemirhamphodon kapuasensis är en fiskart som beskrevs av Collette, 1991. Hemirhamphodon kapuasensis ingår i släktet Hemirhamphodon och familjen Hemiramphidae. Inga underarter finns listade i Catalogue of Life.